# Фантомные поселения
Фантомные поселения или бумажные города — несуществующие поселения, которые можно обнаружить на картах. Их существование связано либо со случайностями, либо с внесением фиктивных записей, используемых в качестве копирайтных ловушек. Известные примеры включают Арглетон (Ланкашир, Великобритания) и Беатосу и Гоблу (США).
Хотя его не существовало, поселение Эглоу, штат Нью-Йорк, было указано на карте 1930-х годов с указанными выше целями. В 1950 году здесь был построен универсальный магазин, получивший название Agloe General Store, так как это название было указано на карте. Таким образом, поселение стало из фантомного настоящим.
Есть также поселения, которые на картах указаны с неправильными названиями, такие как деревни Моудески и Дамми 1325 в Ланкашире на Google Maps.
Существует юмористическая теория заговора, согласно которой немецкий город Билефельд является фантомным поселением, несмотря на то, что в нем проживает более 300 000 человек.
Фантомные поселения также могут быть заброшенными строительными площадками.